# Kino Bałtyk w Łodzi
Kino Bałtyk – jedno z największych łódzkich kin w latach dziewięćdziesiątych XX wieku. Było to pierwsze kino w Łodzi posiadające system Dolby Surround. Kino Bałtyk znajdowało się przy ul. Narutowicza za budynkiem Filharmonii Łódzkiej.

## Historia
Początkowo w budynku tym mieścił się niemiecki teatr "Thalia", w którym 8 października 1882 odbyło się przedstawienie inauguracyjne pod dyrekcją H. Lagerfelda,. Zanim, w powojennych latach 50. XX wieku, powstał Bałtyk, funkcjonowały na jego miejscu kina: Reduta, Splendid, Europa i Roxy. Pierwszy seans teatru świetlnego Reduta miał miejsce 18 marca 1925 r. Publiczność witali wtedy właściciele przybytku: Maurycy Rys i Wolf Aronson.
Po modernizacji w 1967 roku, budynek stał się najnowocześniejszym kinem w Polsce. Bałtyk jako pierwszy w Łodzi posiadał ekran panoramiczny.
Budynek kina jest własnością Urzędu Marszałkowskiego. Od grudnia 1992 kino Bałtyk należało do spółki Helios. Była to pierwsza placówka sieci. Od 1993 roku kino służyło jako siedziba Centrum Filmowego Helios. W 1998 roku nastąpiła rozbudowa i kolejna modernizacja budynku.  
We wrześniu 2015 kino Bałtyk zostało zamknięte. Działalność kina zakończono „trzydniówką” w weekend 18-20 września 2015. Ostatnim filmem wyświetlonym w niedzielę 20 września 2015 była Ziemia obiecana Andrzeja Wajdy. Kino Bałtyk zostało zastąpione przez złożony z dziewięciu sal kinowych multipleks sieci Helios w galerii handlowej „Sukcesja” przy alei Politechniki 1. Każda z sal nosi nazwę dawnego łódzkiego kina, w tym jedna – Bałtyku. Multipleks rozpoczął działalność 25 września 2015.
Od wielu lat Helios koncentruje się wyłącznie na otwieraniu i zarządzaniu swoimi kinami w galeriach handlowych. Był to jeden z powodów zamknięcia nie tylko kina Bałtyk, ale również innych łódzkich kin należących niegdyś do Heliosa - Przedwiośnia w 1997 roku, Adrii w 2001 roku i Capitolu w 2006 roku oraz wycofania się z zarządzania kinami Cytryna w 1999 roku i Polonia w 2009 roku.

## Opis techniczny i architektoniczny
Kino Bałtyk posiadało dwie sale, ogółem widownia zawierała 780 miejsc. Z tego na dużej sali znajdowało się 471 miejsc na parterze i 128 miejsc na balkonie (podwójne kanapy). Natomiast mała sala zawierała 181 miejsc.
Duża sala wyposażona była w cyfrowy odbiór obrazu i dźwięku (system dźwiękowy Dolby Digital). Posiadała również największy w Polsce ekran perełkowy typu Harknes.
Mała sala posiadała system odbioru dźwięku Dolby Stereo SR. W związku z mniejszą kubaturą sala wyposażona została również w klimatyzację.
Budynek kina posiada na elewacji stylizowaną statuetkę Oscara wykonaną przez rzeźbiarza Mariusza Rodanowicza. Nowe kino zostało zaprojektowane przez łódzkie biuro architektoniczne Plusart.pl Architekci na podstawie koncepcji arch. Radosława Kurzypa 